# Penijõe
Penijõe es una localidad del municipio de Lääneranna, en el condado de Pärnu, Estonia. Tiene una población estimada, en 2021, de 4 habitantes.
Está ubicada al noroeste del condado, cerca de la costa del golfo de Riga y de la frontera con los condados de Rapla y Lääne.